# نابودگر ۳: خیزش ماشین‌ها
نابودگر ۳: خیزش ماشین‌ها (به انگلیسی: Terminator 3: Rise of the Machines) همچنین شناخته‌شده با نام تی۳ (T3)، یک فیلم اکشن علمی-تخیلی محصول سال ۲۰۰۳ است. به کارگردانی جاناتان موستو و با بازی آرنولد شوارتزنگر، نیک استال، کلیر دینز و کریستانا لوکن می‌باشد و سومین قسمت از مجموعه فیلم‌های نابودگر است. این فیلم به عنوان دنباله فیلم نابودگر ۲:روز رستاخیز ساخته شده‌است.
در اواخر سال ۱۹۹۵، جیمز کامرون علاقه‌مند به کارگردانی فیلم سوم نابودگر بود. او پیش از این فیلم‌های قبلی را کارگردانی و نویسندگی کرده بود، اما در نهایت هیچ گونه همکاری با این فیلم نداشت.
از آنجا که سارا کانر در این فیلم حضور ندارد، محوریت این داستان بر روی نابودگر و جان کانر و کیت بروستر است.

## خلاصهٔ داستان
ده سال از زمانی گذشته که سارا کانر و پسرش جان موفق شدند شرکت سایبرداین را نابود کنند و جلوی نابودی بشریت را بگیرند. اکنون جان زندگی مخفیانه‌ای دارد و مدام در حال جابه‌جایی است تا ردی از خود باقی نگذارد. هرچند فاجعه پیش‌بینی‌شده در سال 1997 رخ نداد، اما جان هنوز نگران است که خطر پایان دنیا کاملاً از بین نرفته باشد.
در همین حین، شبکه هوشمند اسکای‌نت، که در آینده شکل خواهد گرفت، تصمیم می‌گیرد برای جلوگیری از شکل‌گیری مقاومت انسانی، یک مدل پیشرفته‌تر از نابودگرها به نام T-X را به گذشته بفرستد. مأموریت اصلی این ربات، نابودکردن افراد کلیدی‌ای است که در آینده در کنار جان مبارزه خواهند کرد، از جمله کیت بروستر، زنی که بعدها همسر جان خواهد شد. از سوی دیگر، مقاومت نیز یک ربات دیگر از مدل T-850 را دوباره برنامه‌ریزی کرده و برای محافظت از جان و کیت به گذشته می‌فرستد.
T-X با کشتن چند نفر از اهدافش، سرانجام رد جان را پیدا می‌کند، درست زمانی که او به‌طور اتفاقی با کیت در بیمارستان دامپزشکی روبه‌رو شده است. درست قبل از اینکه T-X موفق به کشتن آنها شود، T-850 سر می‌رسد و آن دو را نجات می‌دهد. سپس آن‌ها را به مکانی مخفی می‌برد که مادر جان پیش‌تر آن را برای شرایط اضطراری آماده کرده بود.
در طول مسیر، مشخص می‌شود که تاریخ نابودی دنیا فقط به تعویق افتاده و اتفاقات مرگبار آن، قرار است همان روز رخ دهد. در ابتدا تصمیم گرفته می‌شود که به مکزیک فرار کنند، اما کیت موفق می‌شود جان و ربات را متقاعد کند که به پدرش، ژنرال بروستر، که مسئول پروژه اسکای‌نت است، مراجعه کنند تا شاید بتوانند جلوی فعال‌سازی آن را بگیرند.
در شرکت سایبر ریسرچ، وقایع به‌سرعت از کنترل خارج می‌شود و اسکای‌نت شروع به خودآگاه شدن می‌کند. در این شرایط بحرانی، جان و کیت مجبور می‌شوند به پناهگاهی زیرزمینی که توسط پدر کیت معرفی شده بود پناه ببرند، اما متوجه می‌شوند که آن مکان نه برای متوقف کردن اسکای‌نت بلکه صرفاً برای نجات رهبران آینده مقاومت طراحی شده است. در حالی که جنگ اتمی آغاز می‌شود، آن‌ها می‌فهمند که مأموریت واقعی نه جلوگیری از نابودی، بلکه زنده‌ماندن برای رهبری آینده بشریت بوده است.

## بازیگران
- آرنولد شوارتزنگر در نقش نابودگر، با مأموریت محافظت از جان
- نیک استال در نقش جان کانر، رهبر مقاومت انسان‌ها در آینده
- کلیر دینز در نقش کیت بروستر، همسر جان در آینده
- کریستانا لوکن در نقش تی-ایکس، نخستین نابودگر دختر با مأموریت کشتن جان کانر
- دیوید اندروز در نقش رابرت بروستر، پدر کیت
- ارل بوئن در نقش دکتر پیتر سیلبرمن
- جی آکووونه، از اداره پلیس لوس آنجلس
- مارک فامیگلیتی در نقش اسکات میسون، نامزد کشته شده کیت

## بازی‌های ویدئویی
- نابودگر ۳: خیزش ماشین‌ها (بازی ویدیویی)
- نابودگر ۳: جنگ ماشین‌ها (بازی ویدیویی)